# Schie
De Schie is een naam die voor vier waterlopen in de omgeving van het Nederlandse Overschie wordt gebruikt. Onderscheiden worden de Delfshavense Schie, de Delftse Schie, de Rotterdamse Schie en de Schiedamse Schie. Het bestaan van vier Schieën is het gevolg van de middeleeuwse rivaliteit tussen de steden Delft, Rotterdam en Schiedam omtrent tolrechten.

## Oorsprong

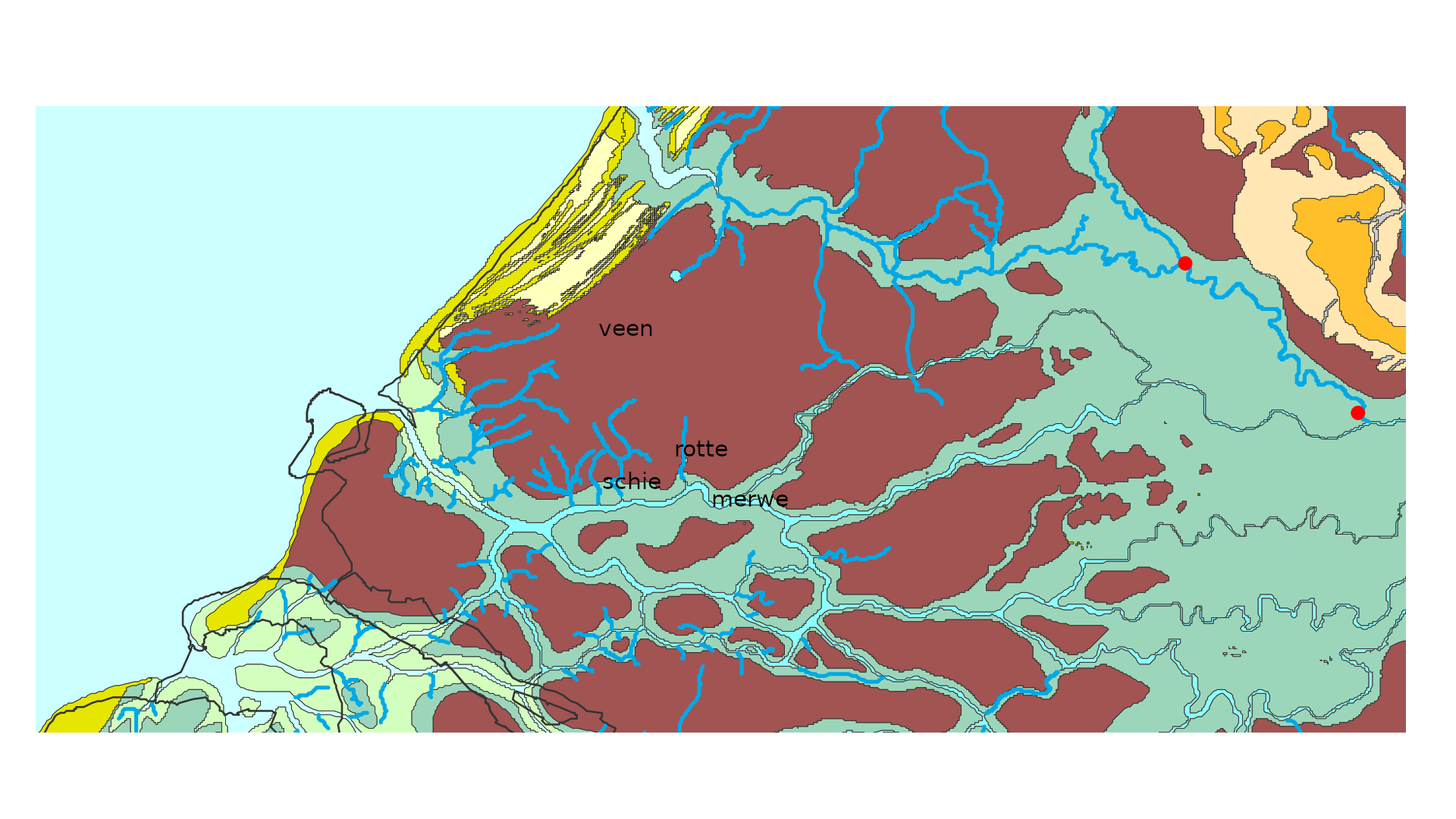
Paleografische kaart 800 na Chr.

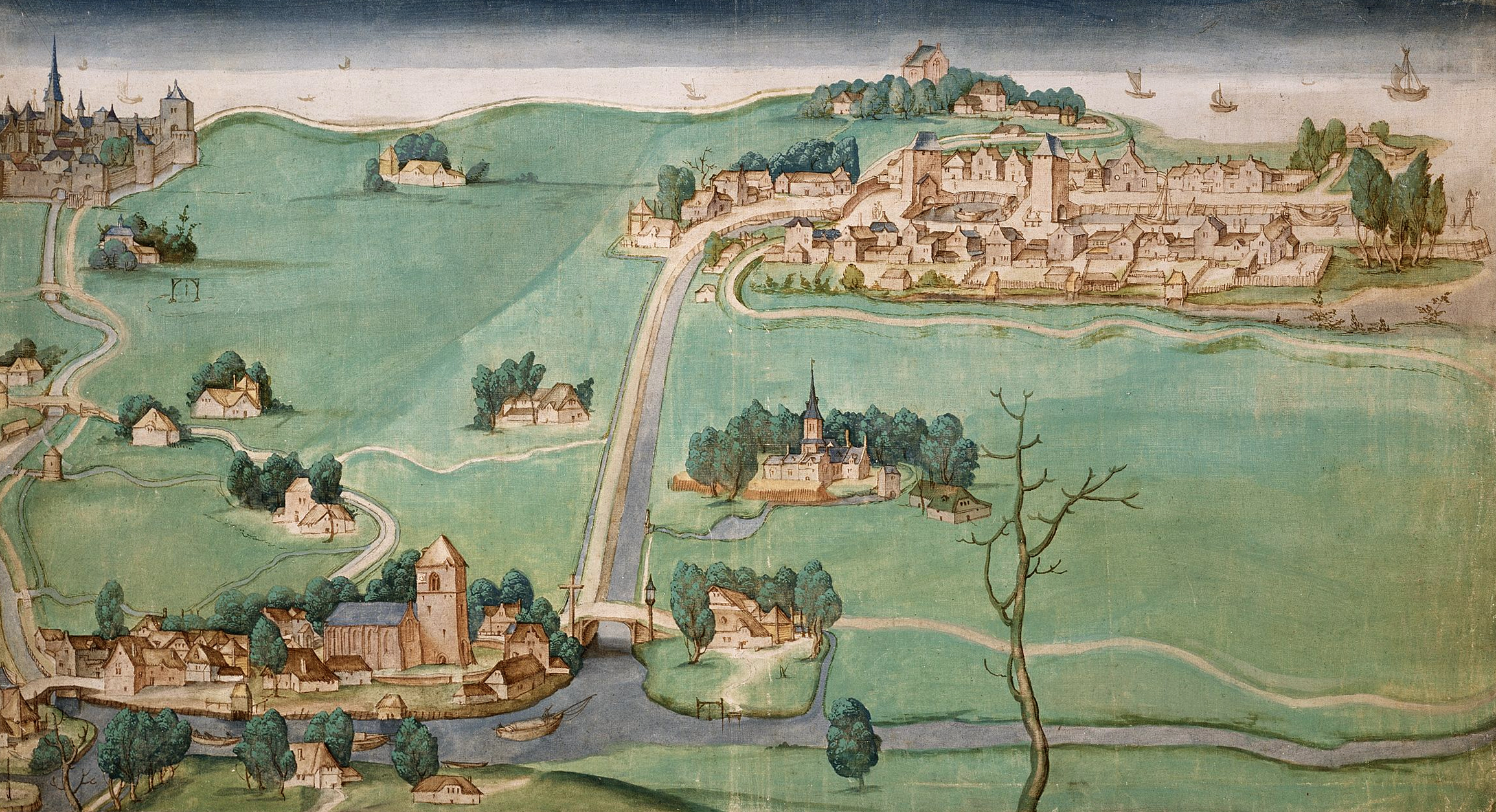
Op de voorgrond Overschie, links Rotterdam en rechts Delfshaven. Schiedam ligt rechts buiten de kaart (1512)

Aan het begin van onze jaartelling was de Maasdelta een gebied van veenmoerassen met daarin een wijd vertakt stelsel van getijdenkreken. In de daarop volgende eeuwen verzandden deze kreken en verlandde het gebied. Op een paleoarchologische kaart van het gebied van 800 na Chr. zien we bij Overschie de monding van de Schie in de Merwe (de oude naam voor de Maasmonding) , noordwaarts een uitloper richting Delft en ter hoogte van Zweth een oostelijke uitloper richting Schiebroek.
Bij de stichting van de stad Delft werd de van oorsprong natuurlijke waterloop, de Schie, gekanaliseerd en verder westelijk uitgegraven onder de naam “de Delf”.
De eerste graafwerkzaamheden vonden misschien al plaats in de Romeinse tijd, toen bijvoorbeeld ook het nabijgelegen Kanaal van Corbulo werd gegraven. Archeologische opgravingen suggereren dat de ten noorden van Delft gelegen voortzetting van de Schie, de Vliet, gedeeltelijk met dit historische kanaal samenvalt.
Schie was niet alleen de naam van het veenriviertje, maar ook de naam van de eerste nederzetting aan de Schie, tegenwoordig Overschie.
Schie zou scheiding kunnen betekenen, en zou de scheiding zijn tussen het Maasland (ten westen) en het gebied tussen Schie en Gouwe

## Middeleeuwen
Vanaf 1250 werd langs de Merwede Schielands Hoge Zeedijk aangelegd. Door de buitendijkse inpoldering die hierop volgde, schoof de monding van de Schie op naar het zuiden. De rivier werd bij die monding afgedamd en de nederzetting die bij de dam ontstond kreeg de naam Schiedam. Schiedam werd een belangrijke stad vanwege het recht om tol te heffen op het scheepvaartverkeer over de Schie naar Delft en verder.
In 1280 werd voor de afwatering van de oostelijke ambachten van het Hoogheemraadschap van Delfland de Poldervaart aangelegd. De Poldervaart was een rechtstreekse verbinding naar de toenmalige Merwede buiten Schiedam om.
Politiek gekrakeel tussen diverse leenheren en de rivaliserende steden Schiedam, Delft en Rotterdam, leidde ertoe dat in 1343 tussen Overschie en Rotterdam een kanaal werd gegraven. Zo werd de macht van Schiedam over het scheepvaartverkeer op de Schie gebroken. De Schie splitste zich te Overschie in de Rotterdamse Schie en de oorspronkelijke Schiedamse Schie.
In 1389 werd de driesprong bij Overschie een viersprong, doordat de stad Delft van Hertog Albrecht van Beieren, graaf van Holland en Zeeland, toestemming kreeg om een eigen kanaal naar de Merwede te graven. Voor het eerste deel van dit kanaal werd de al bestaande Delf verbreed; deze vaart werd vanaf dat moment steeds vaker aangeduid als de Delftse Schie. Het tweede gedeelte van het kanaal werd gegraven tussen Overschie en de Merwede. Aan de monding van deze vaart kreeg Delft een eigen haven: Delfshaven. De waterloop tussen Overschie en Delfshaven werd Delfshavense Schie genoemd.

## Tegenwoordig

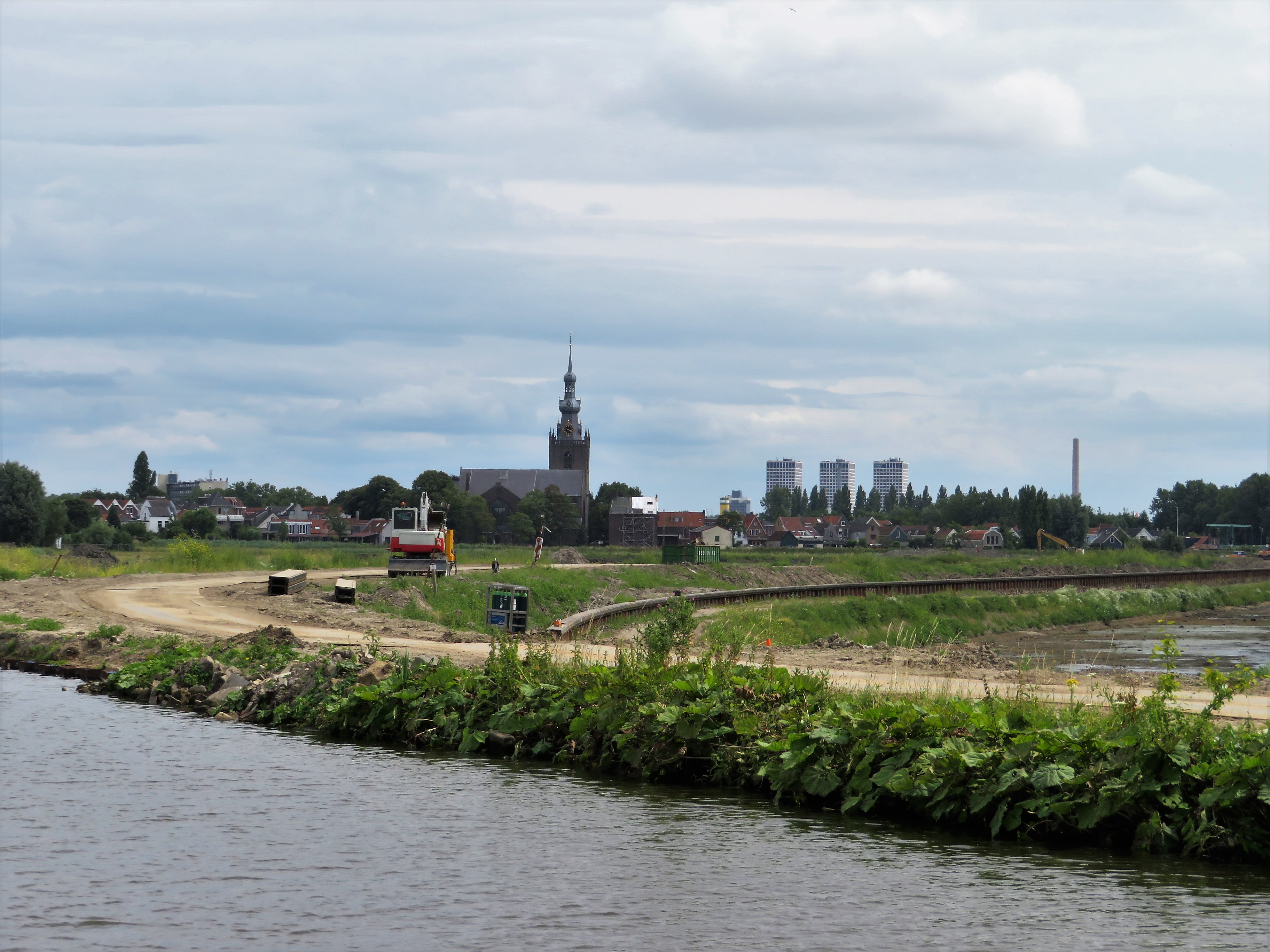
Werkzaamheden aan de bochtafsnijding in 2018.

Sinds 1893 maakt de Delftse Schie deel uit van een nog omvangrijker project: het Rijn-Schiekanaal, daar maakt ook de Vliet deel van uit. Het voert tot aan Leiden.
De Delftse Schie loopt dus van de Vliet ten noorden van het centrum van Delft tot Overschie. Het beheer is tussen Delft en Rotterdam in 1989 van gemeentelijk naar provinciaal overgegaan. Op maandag 28 januari 2019 is de 800 meter lange bochtafsnijding in de Delftse Schie in gebruik genomen. Aanleiding hiertoe was het feit dat binnenvaartschippers twee haakse bochten moesten nemen bij de Hoge Brug. De eerste plannen ervoor dateren al van 1932. Het project heeft ruim 17,5 miljoen euro gekost.
Door inklinking van het omliggende veengebied is het waterpeil van de Schie enkele meters hoger dan in de omliggende weilanden. Toen in 1903 de kade doorbrak nabij het plaatsje Kandelaar liep het kanaal dan ook vrijwel leeg.
Van de Rotterdamse Schie is tegenwoordig weinig meer over. Na het bombardement van 1940 dempte men de Schie aldaar grotendeels met de enorme hoeveelheden puin. De volgende grap werd destijds gemaakt: Eerst lag de Schie in Rotterdam, thans ligt Rotterdam in de Schie.
Het deel tussen Overschie en de A20 is nog over.
De Schiedamse Schie mondt tegenwoordig via de Lange Haven uit in de Nieuwe Maas. 
De Delfshavense Schie is via de Coolhaven en de Parksluizen verbonden met de Nieuwe Maas. Dit is tegenwoordig de belangrijkste verbinding voor de scheepvaart tussen de Nieuwe Maas en de Delftse Schie.